# イサーク・シュワルツ
イサーク・イオシフォヴィチ・シュワルツ（ロシア語: Исаак Иосифович Шварц, ラテン文字:Isaac SchwartzまたはIsaak Shvarts, 1923年5月13日 - 2009年12月27日）は、ロシアの作曲家。

## 経歴
ウクライナのロムヌイ出身。1930年に一家はレニングラード（現在のサンクトペテルブルク）に移住した。そこでイサークはピアノを学び始め、1935年にレニングラード・フィルハーモニー交響楽団との共演でコンサートデビューを果たした。
しかし1936年にレニングラード大学の考古学教授だった父が大粛清で逮捕されると、家族はキルギスに追放された。イサークはフルンゼ（現在のビシュケク）で個人的に音楽の勉強を続け、また無声映画のピアノ伴奏者として働いた。
独ソ戦が始まると、赤軍合唱隊の指揮者となった。このころドミートリイ・ショスタコーヴィチと面識を得、ショスタコーヴィチの尽力でレニングラード音楽院に入学できた。1951年に音楽院を卒業し、1955年にソビエト連邦作曲家同盟に加入した。
100本以上の映画音楽を作曲し、代表作にはドストエフスキー原作の『カラマーゾフの兄弟』（1969年）や黒澤明監督の『デルス・ウザーラ』（1975年）などがある。
映画音楽以外の作品には、バレエや劇付随音楽などがある。2000年にサンクトペテルブルクで初演された管弦楽曲『黄色いダビデの星』はリトアニアのコヴノ・ゲットーでの実話に着想を得ている。